# تاریخچه کریکت

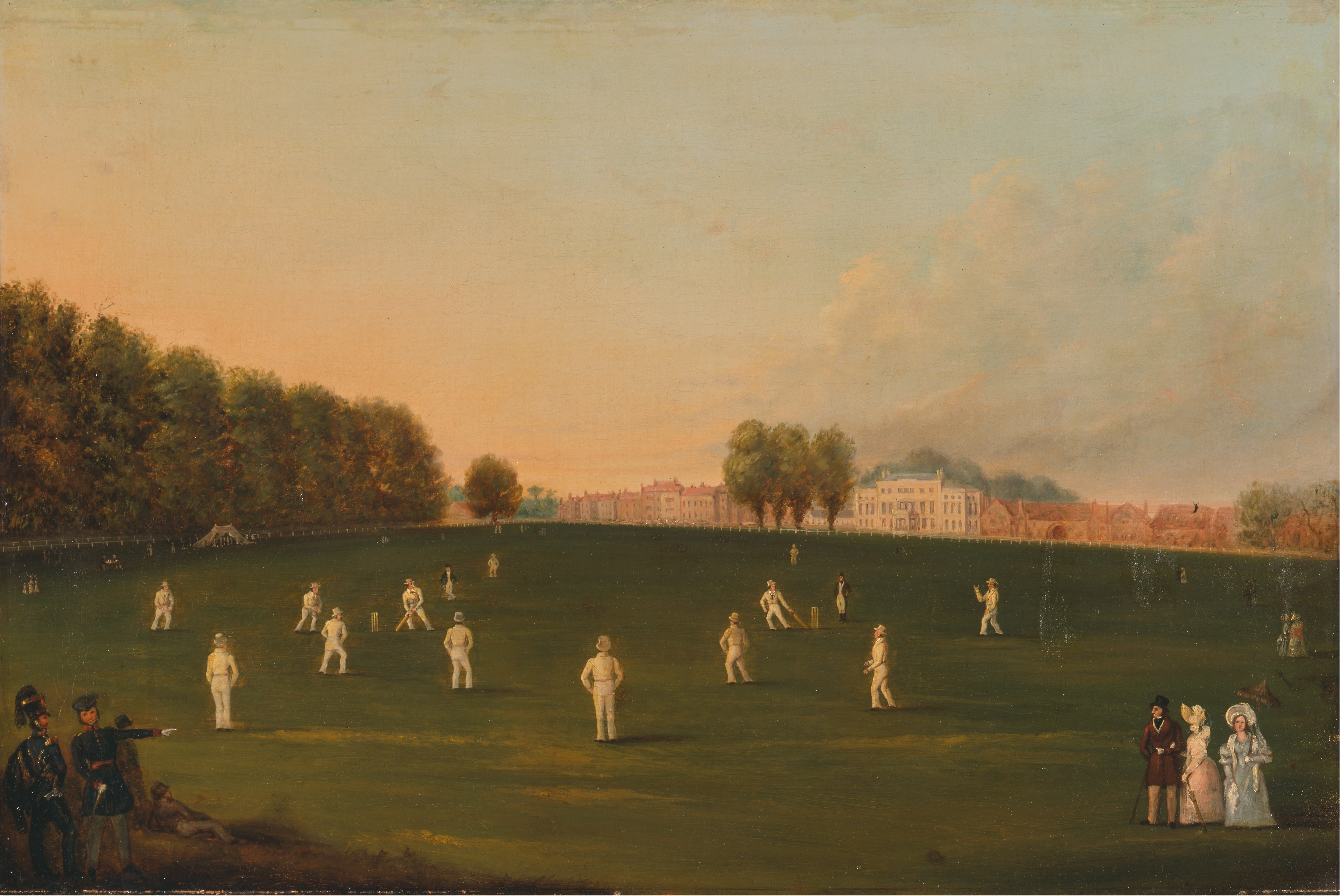
اولین مسابقه بزرگ کریکت که توسط اعضای انجمن سلطنتی آماتور در همپتون کورت گرین انجام شد، ۳ اوت ۱۸۳۶

ورزش کریکت دارای تاریخ شناخته شده‌ای است که در اواخر قرن شانزدهم میلادی در انگلستان آغاز شد. کریکت در قرن هجدهم میلادی در بریتانیا، رسماً به یک ورزش تبدیل شد و در قرون نوزدهم و بیستم در سطح جهانی گسترش یافت. بازی‌های بین‌المللی از قرن نوزدهم میلادی و مسابقات رسمی تست کریکت از سال ۱۸۷۷ میلادی به این سو، برگزار می‌شوند. کریکت امروزه پس از فوتبال، دومین ورزش پرهوادار و محبوب در جهان است.
در سطح بین‌المللی، کریکت توسط شورای بین‌المللی کریکت (ICC) اداره می‌شود، که بیش از صد کشور و منطقه در آن عضویت دارند، اگرچه در حال حاضر فقط دوازده کشور تست کریکت بازی می‌کنند.
قوانین بازی در سندی به نام " قوانین کریکت " تعریف شده است. این بازی دارای فرمت‌های مختلفی است، از ده دهی (Ten-10) که در حدود ۹۰ دقیقه بازی می‌شود گرفته، تا مسابقات تست کریکت که می‌تواند تا پنج روز ادامه داشته باشد.

## کریکت اولیه

### منشأ
کریکت در زمان ساکسون‌ها یا نورمن‌ها توسط کودکانی که در ویلد زندگی می‌کردند ایجاد شد. اولین منبع مکتوبی که به صورت قطعی از کریکت یاد می‌کند، مربوط به اواخر قرن شانزدهم میلادی است.
چندین حدس و گمان در مورد منشأ نخستین بازی وجود دارد، از جمله برخی فرانسه یا فلاندر را خاستگاه کریکت دانستند. اولین مورد از این ارجاع‌های گمانه‌زنی مربوط به سال ۱۳۰۰ میلادی است و مربوط به ادوارد دوم است که پیش از رسیدن به تخت سلطنت، در بازی‌هایی با عنوان «کریگ و دیگر بازی‌ها» (creag and other games) در وست‌مینستر و نیوندن شرکت کرد. گفته شده است که "creag" یک کلمه انگلیسی باستانی معادل کریکت بوده است؛ اما نظر گروه دیگری از کارشناسان این است که املای اولیه "craic" به معنای "سرگرمی و به طور کلی بازی" بوده است.
به‌طور کلی، گویا کریکت، قبل از اینکه در اوایل قرن هفدهم به‌طور فزاینده ای توسط بزرگسالان مورد استفاده قرار گیرد، به عنوان یک بازی کودکانه تا نسل‌های متمادی باقی مانده بود.

### اولین منبع قطعی

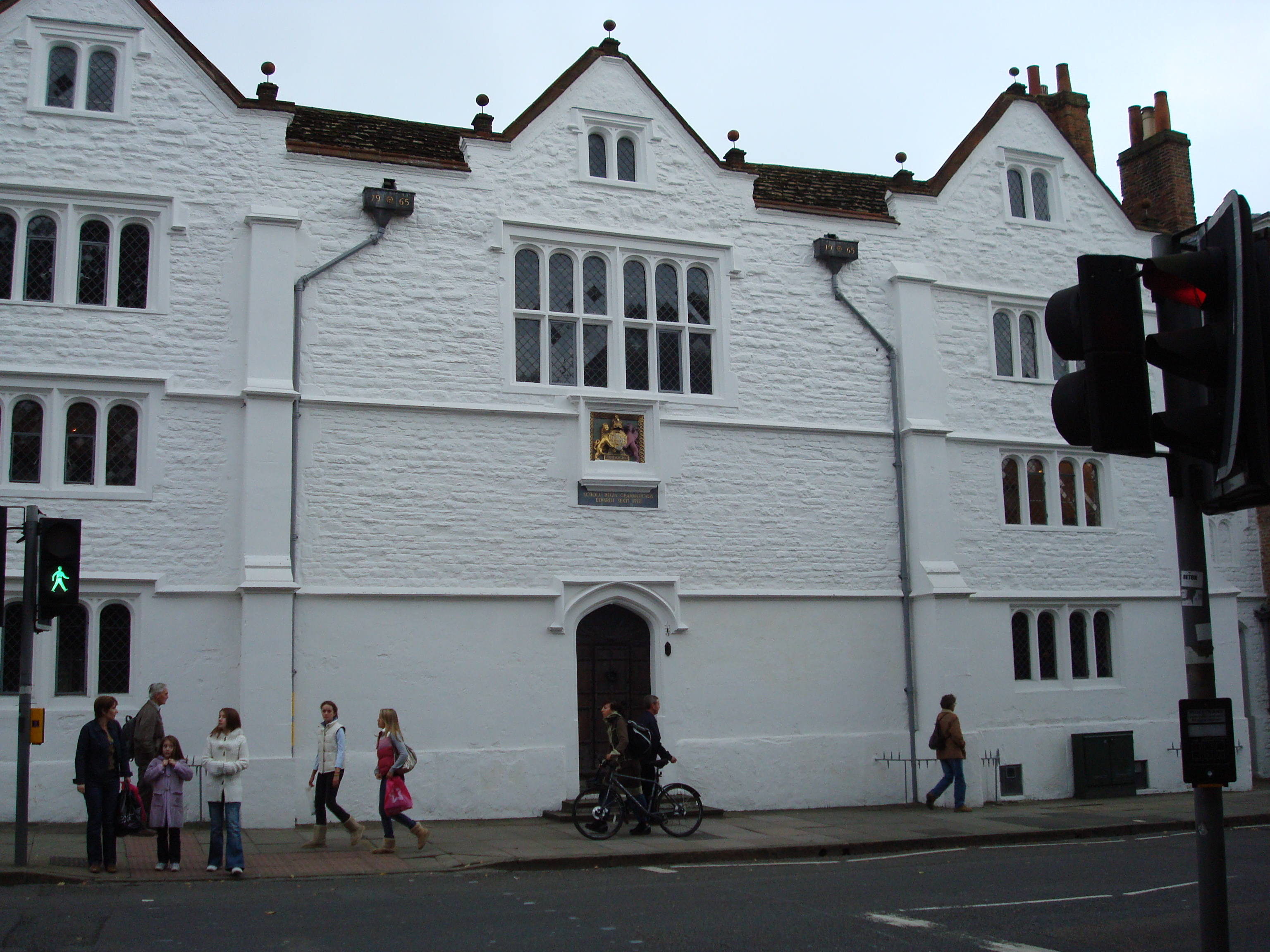
جان دریک دانش آموز مدرسه گرامر سلطنتی و سپس مدرسه آزاد در گیلدفورد بود که با دوستانش در حدود ۱۵۵۰ میلادی creckett بازی می‌کرد.

از سال ۱۵۹۷ میلادی (به تقویم قدیمی است؛ معادل ۱۵۹۸ در گاهشماری جدید)، یک پرونده دادگاهی در انگلستان در مورد اختلاف مالکیت بر سر یک قطعه زمین مشترک در گیلدفورد، ساری وجود دارد که در متن آن به بازی creckett اشاره شده است. یک سند مربوط به شهادت شخصی ۵۹ ساله به نام جان دریک وجود دارد که او گفته با دوستان هم‌مدرسه‌اش حدود پنجاه سال پیش، در آن زمین creckett بازی می‌کرده‌اند. روایت دریک ثابت می‌کند که بازی در حوالی سال ۱۵۵۰ میلادی در شهر ساری انگلیس انجام می‌شد و این سند اولین مرجع پذیرفته شده جهانی در اشاره به بازی کریکت است.
اولین اشاره به بازی کریکت به عنوان یک ورزش بزرگسالان در سال ۱۶۱۱ میلادی بود؛ زمانی که دو مرد در ساسکس انگلیس، به دلیل بازی کریکت در روز یکشنبه به جای رفتن به کلیسا تحت تعقیب قانونی قرار گرفتند. در همان سال، یک فرهنگ لغت کریکت را به عنوان یک بازی پسرانه تعریف کرد و این نشان می‌دهد که مشارکت بزرگسالان در این ورزش جدی بوده است. در گزارشی از پرونده ای که در سال ۱۶۴۰ در مقابل دادگاه پادشاهی مطرح شده، ثبت شده است که یک مسابقه کریکت "بین ویلد و آپلند" "حدود ۳۰ سال" پیش از این، اتفاق افتاده است.

### کشورهای مشترک‌المنافع
پس از پایان جنگ داخلی در سال ۱۶۴۸ میلادی، دولت جدید پیوریتن «تجمع‌های غیرقانونی»، به ویژه برای ورزش‌های خشن مانند فوتبال را سرکوب کرد. قوانین مذکور همچنین مستلزم رعایت سختگیرانه‌تر روز سبت نسبت به گذشته بود. از آنجایی که سبت تنها وقت آزاد در دسترس طبقات پایین بود، ممکن است محبوبیت کریکت در سراسر کشورهای مشترک‌المنافع کاهش یافته باشد. با این حال، در مدارس دولتی مانند وینچستر و سنت پل چنین ورزش‌هایی شکوفا شد. هیچ مدرک واقعی مبنی بر اینکه رژیم الیور کرامول به‌طور خاص کریکت را ممنوع کرده باشد، وجود ندارد و اشاراتی به آن در طول دوران بین‌السلطنت وجود دارد که نشان می‌دهد برای مقامات قابل قبول بود، مشروط بر اینکه باعث «نقض سبت» نشود. اعتقاد بر این است که اشراف به‌طور کلی کریکت را در این زمان از طریق مشارکت در بازی‌های روستایی پذیرفتند.

### قمار و پوشش مطبوعاتی
کریکت پس از احیای سلطنت انگلیس در سال ۱۶۶۰ رشد کرد و اعتقاد بر این است که در این دوره پای بازار قمار به کریکت باز شد. همان‌طور که برخی از مورخان معتقدند، ممکن است که مسابقات درجه یک هم در چنین زمانه‌ای آغاز شده باشد. در سال ۱۶۶۴، پارلمان «کاوالیر» قانون بازی ۱۶۶۴ را تصویب کرد که شرط گذاشتن را به ۱۰۰ پوند محدود کرد، اگرچه در آن زمان این عدد ثروتی معادل حدود ۱۶٬۰۰۰ پوند به پول امروز بود.  کریکت در پایان قرن هفدهم میلادی به یک ورزش مهم در قمار تبدیل شده بود. آن گونه که در سال ۱۶۹۷ گزارش روزنامه‌ای نوشته، در یک مسابقه عالی در ساسکس، در یک بازی ۱۱ نفره، مبلغ ۵۰ گینه شرط روی هر طرف بازی می‌بستند.
با اعطای آزادی مطبوعات در سال ۱۶۹۶، کریکت برای اولین بار در روزنامه‌ها گزارش شد. اما مدت زیادی طول کشید تا صنعت روزنامه به اندازه کافی برای ارائه پوشش مکرر، چه رسد به جامع، توسعه پیدا کند. در نیمه اول قرن هجدهم، گزارش‌های مطبوعاتی بیشتر بر روی شرط‌بندی تمرکز داشتند تا خود بازی.

## کریکت قرن هجدهم

### حمایت و بازیکنان
قمار اولین حامیان مالی را به میدان آورد؛ زیرا برخی از قماربازان تصمیم گرفتند شرط‌بندی خود را با تشکیل تیم‌های متعلق به خود تقویت کنند و اعتقاد بر این است که اولین «تیم‌های شهرستانی» پس از احیای سلطنت در سال ۱۶۶۰ تشکیل شدند؛ به ویژه هنگامی که اشراف مشغول به امور سیاسی مهمتری بودند. اولین بازی شناخته شده‌ای که در آن تیم‌ها از نام‌های شهرستان خود استفاده می‌کنند در سال ۱۷۰۹ است، اما نمی‌توان شک داشت که این نوع بازی‌ها مدت‌ها قبل از آن ترتیب داده شده بودند یا خیر. بازی مربوط به سال ۱۶۹۷ احتمالاً میان ساسکس و یک شهرستان دیگر بود.
برجسته‌ترین حامیان نخستین، گروهی از اشراف و بازرگانان بودند که از حدود سال ۱۷۲۵ فعالیت می‌کردند، یعنی زمانی که پوشش مطبوعاتی، شاید در نتیجه نفوذ حامیان، منظم‌تر شد. این افراد شامل دوک دوم ریچموند، سر ویلیام گیج، آلن برودریک و ادوین استید بودند. و برای اولین بار، مطبوعات از بازیکنان بزرگ، مانند توماس ویمارک نام بردند.

### خارج از انگلیس

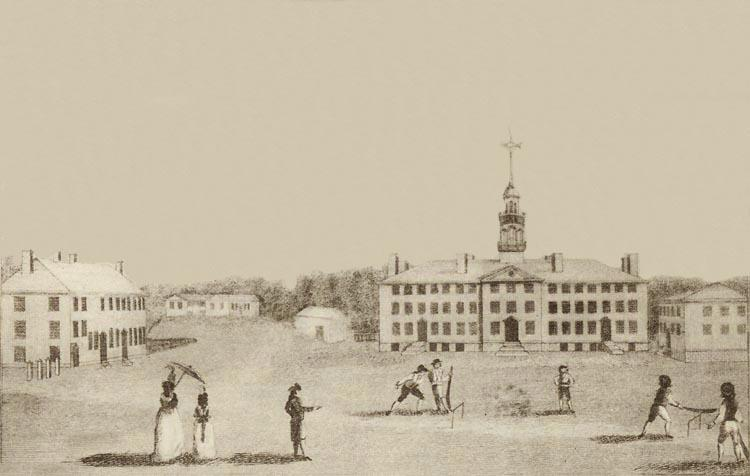
یک تصویر آمریکایی در سال ۱۷۹۳ که «ویکت» را در مقابل کالج دارتموث نشان داده. ویکت احتمالاً در اواخر قرن هفدهم میلادی به آمریکای شمالی آمد.

کریکت در قرن هفدهم میلادی، از طریق مستعمرات انگلیسی به آمریکای شمالی معرفی شد، احتمالاً حتی قبل از رسیدن به شمال انگلستان. در قرن هجدهم این ورزش به سایر نقاط جهان هم رسید. در نیمه اول قرن، توسط استعمارگران به هند غربی و توسط دریانوردان کمپانی هند شرقی به شبه قاره هندوستان راه یافت. تقریباً به محض شروع استعمار در سال ۱۷۸۸ به استرالیا هم رسید. نیوزلند و آفریقای جنوبی نیز در سال‌های اولیه قرن نوزدهم با کریکت آشنا شدند.
با وجود تلاش‌های طبقه اعیان برای ترویج این بازی به عنوان راهی برای ارتباط و همبستگی با «کشور مادر»، کریکت هرگز در کانادا مورد توجه عامه قرار نگرفت. کانادا، بر خلاف استرالیا و هند غربی، شاهد کاهش مداوم محبوبیت این بازی در طول سال‌های ۱۸۶۰ تا ۱۹۶۰ بود. این بازی که در آگاهی عمومی به یک ورزش کلاس بالا پیوند خورده بود، هرگز در بین عموم مردم محبوب نشد. در کانادا، کریکت در فصل تابستان باید با بیسبال رقابت می‌کرد. در طول جنگ جهانی اول، واحدهای کانادایی مستقر در فرانسه به جای کریکت، بیسبال بازی می‌کردند.

### توسعه قوانین
مشخص نیست که اصول اولیه کریکت از قبیل چوب و توپ، ویکت، ابعاد زمین، آورها (دورها)، نحوه بیرون آمدن و غیره در ابتدا چه زمانی تدوین شده است. در سال ۱۷۲۸، دوک ریچموند و آلن برودیک برای تعیین آیین‌نامه تمرینی در یک بازی خاص، قوانین توافقنامه را تنظیم کردند و این به یک اصل رایج تبدیل شد؛ به ویژه که نحوهٔ پرداخت پول شرطی و توزیع برنده‌های قمار هم در میان بود.
در سال ۱۷۴۴، قوانین کریکت برای اولین بار تدوین شد و سپس در سال ۱۷۷۴ اصلاح شد و نوآوری‌هایی مانند قانون ایبو، چوب میانی ویکت و حداکثر عرض قدم اضافه شدند. در این قوانین آمده بود که «مدیران از بین آقایان حاضر دو داور را انتخاب می‌کنند که به‌طور مطلق در مورد همه اختلافات تصمیم‌گیری کنند». این قوانین توسط به اصطلاح «باشگاه استار اند گارتر» تهیه شد که اعضای آن در نهایت باشگاه کریکت مریل‌بون در لردز را، در سال ۱۷۸۷ تأسیس کردند. این باشگاه بلافاصله متولی قوانین ورزش کریکت شد و متعاقباً بازنگری‌ها و اصلاحیه‌های دوره‌ای را انجام داد.

## کریکت قرن نوزدهم

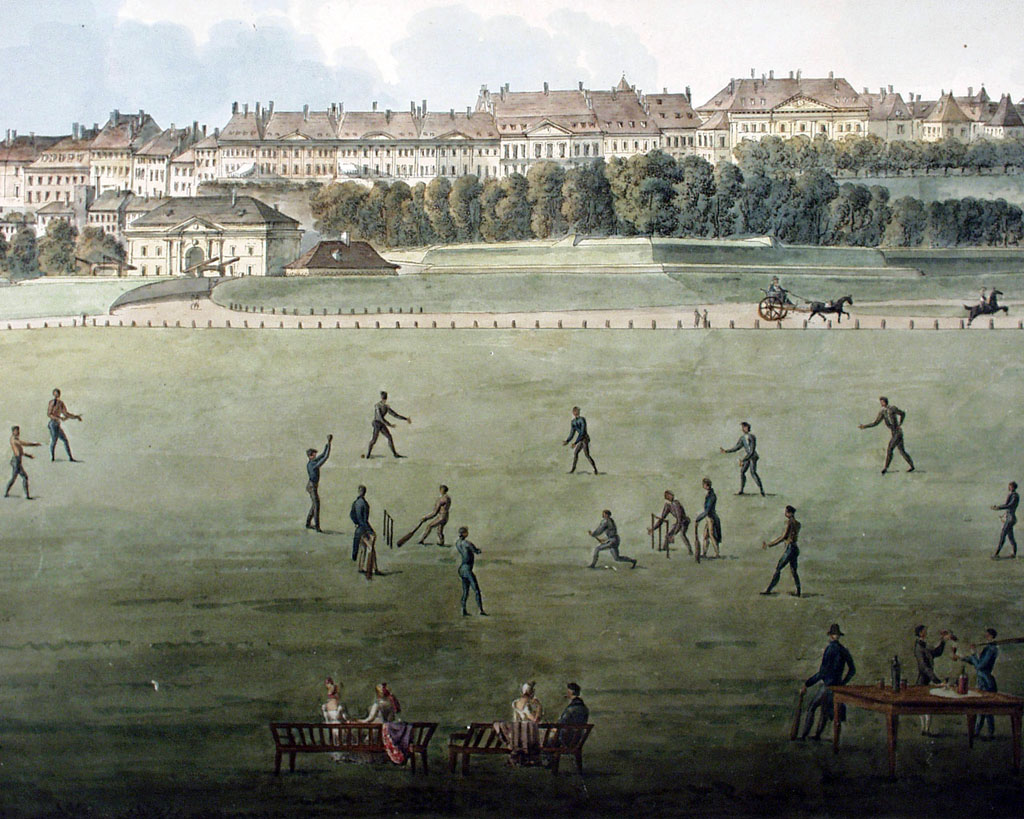
نمایی از دشت پلین‌پالاس ژنو با کریکت‌بازان، ۱۸۱۷

این بازی همچنین با تشکیل باشگاه‌های شهرستانی برای اولین بار دچار تغییرات اساسی در سازماندهی شد. در طول قرن ۱۹ تمام باشگاه‌های مدرن شهرستانی، با پیش قراولی ساسکس در سال ۱۸۳۹، تأسیس شدند.
رشد کریکت در اواسط و اواخر قرن ۱۹ با توسعه شبکه راه‌آهن تسرع یافت. برای اولین بار، تیم‌هایی که فاصله زیادی از هم داشتند می‌توانستند بدون سفرهای زمان‌بر با یکدیگر بازی کنند. تماشاگران می‌توانستند مسافت‌های طولانی‌تری را برای رسیدن به مسابقات طی کنند و حجم جمعیت تماشاگر را افزایش دهند. واحدهای ارتش در سراسر امپراتوری زمان زیادی در اختیار داشتند و مردم محلی را تشویق می‌کردند تا بتوانند رقابت سرگرم‌کننده ای داشته باشند. بیشتر امپراتوری، به استثنای کانادا، کریکت را پذیرفت.

### کریکت بین‌المللی

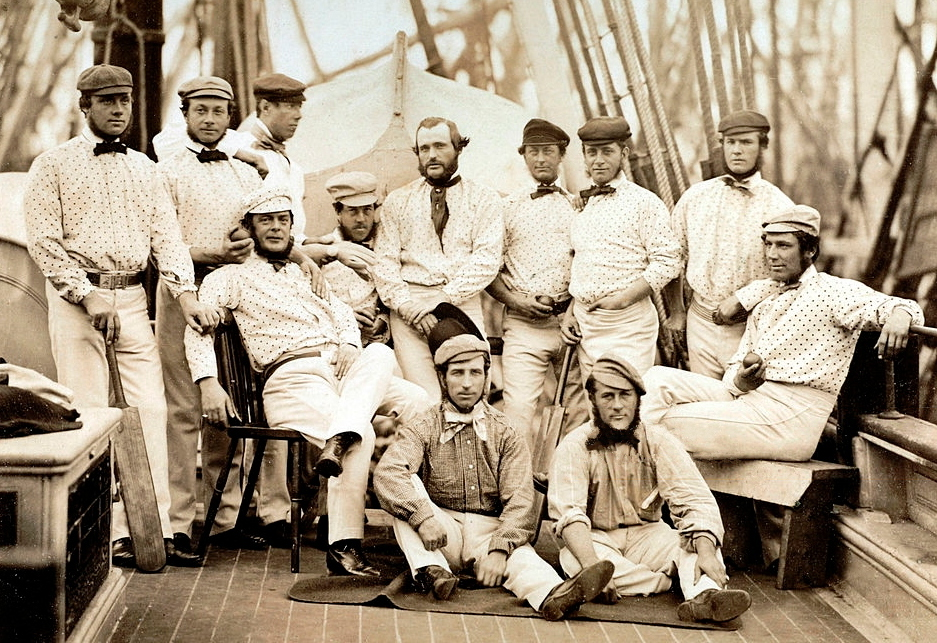
تیم ملی انگلیس ۱۸۵۹ در راه آمریکا

اولین بازی بین‌المللی کریکت بین ایالات متحده و کانادا در سال ۱۸۴۴ رخ داد. این مسابقه در زمین باشگاه کریکت سنت جورج در نیویورک برگزار شد.
در سال ۱۸۵۹، تیمی از متخصصان برجسته انگلیسی برای اولین بار به آمریکای شمالی سفر کردند و در سال ۱۸۶۲، اولین تیم ملی انگلیس به استرالیا سفر کردند. بین ماه مه و اکتبر ۱۸۶۸، تیمی از استرالیایی‌های بومی در قالب اولین تیم کریکت استرالیایی که به خارج از کشور سفر می‌کردند، در انگلستان تور برگزار کردند.
در سال ۱۸۷۷، یک تیم انگلیسی تور استرالیا گذاشت و دو مسابقه را با تیم‌های استرالیایی انجام داد که اکنون به عنوان نخستین بازی‌های تست کریکت در نظر گرفته می‌شود. سال بعد، استرالیایی‌ها برای اولین بار به انگلستان سفر کردند و با موفقیت این تور را به انجام رساندند و تقاضای عمومی برای سرمایه‌گذاری‌های مشابه در آینده تضمین شد. در سال ۱۸۷۸ هیچ بازی تستی اجرا نشد، اما خیلی زود چنین مسابقاتی به راه افتاد و در سال ۱۸۸۲ استرالیا در یک پایان پرتنش به پیروزی رسید.